# Thomas Balthasar von Jessen
Thomas Balthasar von Jessen (* 4. Juli 1648 in Großenwiehe; † 27. Oktober 1731 auf Deutsch-Nienhof, begraben im Lübecker Dom) war ein deutscher Jurist der frühen Neuzeit und Diplomat in dänischen Diensten.

## Leben und Wirken
Jessen war Sohn des Pastors Johannes Jessen und der jüngere Bruder von Matthias Jessen (1641–1712), der seit 1680 Altonaer Oberpräsident war. Er besuchte das Alte Gymnasium in Flensburg. Sein Studium der Rechtswissenschaften an den Universitäten Leiden und Straßburg schloss er 1671 mit der Promotion zum Dr. iur. utr. ab.
Seine berufliche Laufbahn begann er 1673 als Sekretär der königlich-dänischen Regierung für die Herzogtümer Schleswig und Holstein in Glückstadt. Nach einer kurzen Zeit am Reichskammergericht in Speyer kehrte er 1675 nach Glückstadt zurück und wurde kurz darauf Sekretär an der Deutschen Kanzlei in Kopenhagen. In den Konflikten mit Schleswig-Holstein-Gottorf galt er als harter Vertreter des königlichen Anspruchs an den Herzogtümern. 1681 wurde er von König Christian V. als Baron von Jessen in den Adelsstand erhoben. Ebenfalls als Dank für seine Unterstützung wurde er von König Christian V. zum Etatsrat ernannt und erhielt den einträglichen Posten eines Stallers auf Eiderstedt. Von 1688 bis 1700 war er Obersekretär der Deutschen Kanzlei und damit ihr höchster Beamter. Mit der Thronbesteigung von König Friedrich IV. 1700 wurde er abgelöst. Er ging als Gesandter an den kaiserlichen Hof in Wien und empfing in des Königs Namen die Belehnung mit dem Herzogtum Holstein. In den ersten Jahren des Großen Nordischen Krieges war er 1703 dänischer Gesandter am sächsisch-polnischen Hof und von 1704 bis 1707 in diplomatischer Mission in Breslau, Danzig und beim Altranstädter Frieden tätig. In den Folgejahren beriet er die dänische Regierung in ihren Verhandlungen mit der schleswig-holsteinischen Ritterschaft und den Gottorfern. Nach der Besetzung des herzoglichen Anteils 1713 wurde Jessen erster Präsident des neu eingerichteten königlichen Obergerichts für die Herzogtümer in Gottorf.
Ab 1694 war er Erbherr auf Deutsch-Nienhof. Er war seit dem 13. Dezember 1680 verheiratet mit Elisabeth, geb. Biermann von Ehrenschild (* 10. Juli 1664 in Kopenhagen; † 1. Februar 1729 in Schleswig), der Tochter des dänischen Staatsmanns Conrad Biermann von Ehrenschild (1629–1698). Von den Kindern des Paares wurde Konrad von Jessen (1684–1752) ebenfalls Jurist, Reichshofrat und Vizekanzler in Glückstadt; Johann von Jessen (1693–1733) wurde Amtmann in Kolding; Anna Margrethe (1681–1744) heiratete Detlev von Reventlow (1680–1755), und Charlotte Amalie (* 1686) heiratete Melchior von Korf(f) (1670–1738) auf Nütschau.

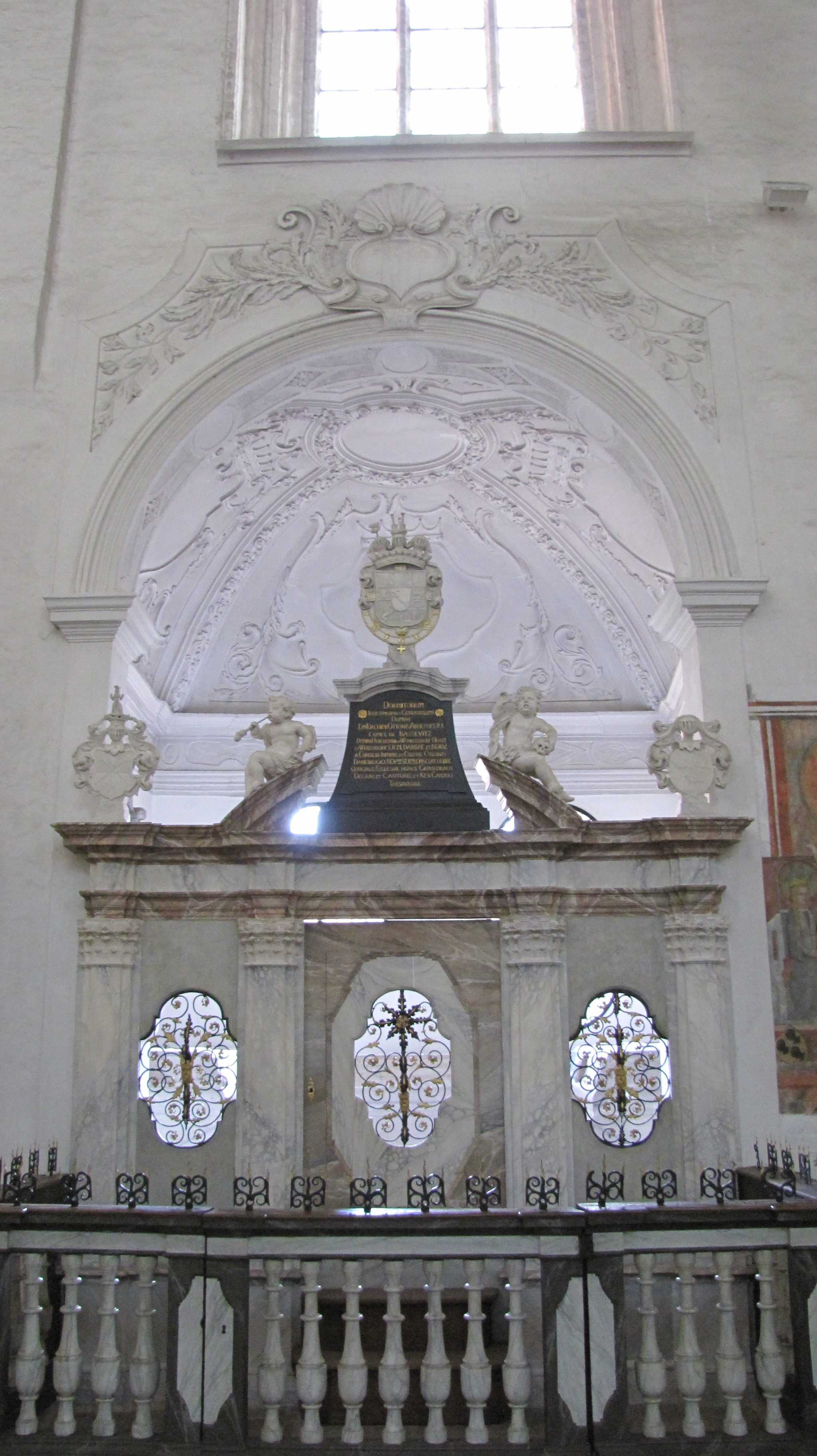
Grabkapelle im Lübecker Dom

1721 erwarb er für sich und seine Frau von seinem Schwiegersohn Melchior von Korf eine Grabkapelle im Lübecker Dom. Ihre Grabtafeln sind noch erhalten, auch wenn die Kapelle 1787 an den Domdekan Graf Joachim Otto Adolph von Bassewitz verkauft wurde und als dessen Grablege den Namen Bassewitz-Kapelle erhielt.

## Auszeichnungen
- Dannebrogorden, 18. November 1693

## Schriften
- De jure praecedentiae in genere. Argentorati 1671

Digitalisat des Exemplars der Bayerischen Staatsbibliothek